# خودکاره

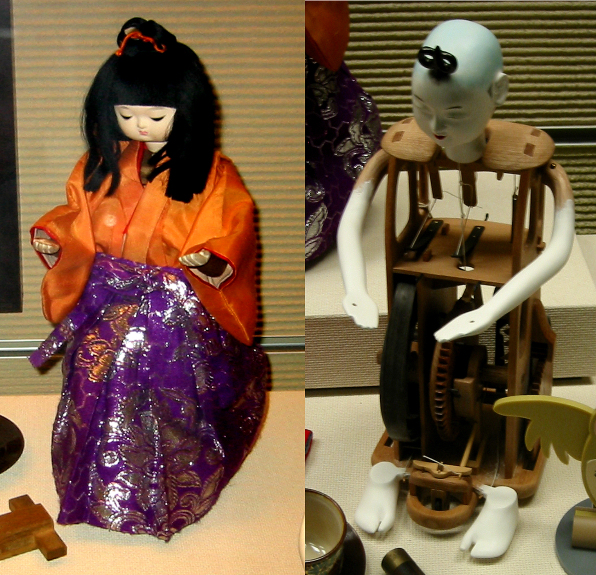
خدمتکار چای مکانیکی ژاپنی

خودکاره (انگلیسی: Automaton) به یک ماشین و سامانه‌ای که به صورت خودکار عمل می‌کند، گفته می‌شود. از نمونه‌های باستانی می‌توان به ماشین آنتیکیترا اشاره کرد. ماشین آنتیکیترا به عنوان قدیمی‌ترین نمونه دستگاهی که در آن چرخ‌دنده به کار رفته‌است شناخته می‌شود. جعبه آواز پرنده نیز از انواع ماشین خودکار محسوب می‌گردد.